# Anke Schäferkordt
Anke Schäferkordt (Lemgo, 12 dicembre 1962) è un'imprenditrice e manager tedesca, dal 2012 al 2018 CEO del gruppo media RTL Deutschland, RTL Television e membro del consiglio di amministrazione di Bertelsmann AG. È membro del Consiglio di amministrazione di Wayfair dal 2019 ed è stata eletta nel Consiglio di vigilanza di BMW il 14 maggio 2020 per un mandato di cinque anni.

## Biografia
È cresciuta a Henstorf, ha frequentato la scuola elementare a Kalletal e si è diplomata al Marianne-Weber-Gymnasium di Lemgo nel 1982. Schäferkordt ha poi studiato economia aziendale all'Università di Paderborn. Dopo la laurea nel 1988, ha iniziato la sua carriera nel programma di tirocinio in direzione commerciale presso Bertelsmann AG a Gütersloh. 
Schäferkordt collabora con la consociata Bertelsmann RTL dal 1991. Lì ha assunto la direzione del dipartimento di controllo nel 1992. Dal 1993 al 1995 è stata Head of Corporate Planning and Controlling presso RTL Television. Nel 1995 è passata all'emittente televisiva VOX come Direttore commerciale. Dal 1997 al 1999, oltre al ruolo di CFO, è stata anche direttrice di programma e dal 1999 al 2005 amministratore delegato dell'emittente.
Nel febbraio 2005 è diventata vice di Gerhard Zeiler presso RTL Germania; dal 1º settembre 2005, come suo successore, è a capo del gruppo multimediale RTL Deutschland, che comprende le società RTL Television, VOX, n-tv, RTL II, Super RTL, RTL NITRO, RTL interactive, IP Deutschland, infoNetwork e CBC. Schäferkordt era quindi anche amministratore delegato dell'emittente televisiva RTL.
Dal 2012 al 2017 è stata CEO della capogruppo RTL Group in Lussemburgo insieme a Guillaume de Posch, ma ha mantenuto per un anno anche il suo incarico in Germania. Dall'aprile 2012 è anche membro del comitato esecutivo di Bertelsmann. Nello stesso anno, Schäferkordt è stata inserita nella German Advertising Hall of Fame.
Il 1º febbraio 2013 Schäferkordt ha ceduto la carica di amministratore delegato di RTL Television (Germania) all'amministratore delegato di VOX, Frank Hoffmann.  È membro dell'Executive Board di Bertelsmann e membro del Supervisory Board di BASF SE.
Nel marzo 2017, è stato annunciato che Schäferkordt si sarebbe dimessa dalla carica di Co-CEO di RTL Group su sua richiesta per concentrarsi sulla gestione di RTL Mediengruppe Deutschland. Ha mantenuto la sua posizione nel consiglio di amministrazione del gruppo Bertelsmann. Alla fine del 2018, si è dimessa dalle sue posizioni di amministratore delegato di Mediengruppe RTL Deutschland e RTL Television e dalla sua appartenenza al comitato esecutivo di Bertelsmann. Il suo successore al Mediengruppe RTL Deutschland è stato Bernd Reichart.

## Vita privata
Vive a Colonia con il suo compagno di lunga data, lo storico Harald Biermann.

## Premi
- 2003: German Media Award - Personaggio dei media dell'anno
- 2012: Hall of Fame della pubblicità tedesca
- 2013: Vincitrice dell'International Emmy Award per i Directorate Award
- 2014: Premio Mestemacher Manager dell'anno